# Aperanat
Aperanat, auch Aper-anat geschrieben, eigentlich Aper-en-a-ti, ist der Eigenname eines altägyptischen Kleinkönigs oder Fürsten der Zweiten Zwischenzeit (ca. 1650 bis 1550 v. Chr.), der sich bisher aber nicht genauer innerhalb dieser Epoche einordnen lässt.

## Belege
Aperanat ist bisher nur von einem einzigen Siegel bekannt. Er trägt den Titel Heka-chasut, was übersetzt „Herrscher der Fremdländer“ bedeutet und wovon sich das Wort Hyksos ableitet. Die Position von Aperanat ist umstritten. Ryholt sieht ihn versuchsweise als zweiten Herrscher der 15. Dynastie, weist aber darauf hin, dass Heka-chasut, von einer Ausnahme abgesehen, nie mit der Königstitulatur verbunden wird und diese Leute eher Beamte, und keine Könige waren, wie oftmals angenommen. Von Beckerath sieht ihn als Kleinkönig, der in Südpalästina regierte und liest den Namen „User-anat“.